# Nickel(II)-sulfid
Nickel(II)-sulfid ist das Nickel(II)-Salz der Schwefelwasserstoffsäure, also eine chemische Verbindung aus der Gruppe der Sulfide.

## Vorkommen
Nickel(II)-sulfid kommt natürlich in Form des Minerals Millerit vor. Es kann auch in der Glasherstellung als unerwünschter Einschluss in Gläsern entstehen, die zu Brüchen führen können.

## Gewinnung und Darstellung
Nickel(II)-sulfid fällt aus ammoniakalischen, nicht jedoch aus sauren, nickelhaltigen Lösungen mit Ammoniumsulfid aus und dient so als Nachweisreaktion.
α-Nickel(II)-sulfid kann auch durch Reaktion von Nickel(II)-chlorid-hexahydrat in einer Ammoniumchloridlösung mit Schwefelwasserstoff unter Luftausschluss dargestellt werden.
{\displaystyle \mathrm {NiCl_{2}\cdot 6H_{2}O+H_{2}S\longrightarrow NiS+2\ HCl+6\ H_{2}O} }
β-Nickel(II)-sulfid kann bei 900 °C aus den Elementen gewonnen werden.
{\displaystyle \mathrm {Ni+S\longrightarrow NiS} }
γ-Nickel(II)-sulfid kann aus Nickelsulfat und Schwefelwasserstoff dargestellt werden.
{\displaystyle \mathrm {NiSO_{4}\cdot 7H_{2}O+H_{2}S\longrightarrow NiS+H_{2}SO_{4}+7\ H_{2}O} }

## Eigenschaften
γ-Nickel(II)-sulfid ist ein schwarzes Pulver. In verdünnter Salzsäure ist es schlecht löslich. Es hat eine trigonale Kristallstruktur vom Millerit-Typ mit der Raumgruppe R3m (Raumgruppen-Nr. 160), a = 961,2 pm, c = 325,9 pm, und es geht bei 396 °C in β-Nickel(II)-sulfid über. Dieses ist ein ebenfalls schwarzes Pulver, das in heißer Salzsäure löslich ist. Es hat eine hexagonale Kristallstruktur
vom Nickelarsenid-Typ mit der Raumgruppe P63/mmc (Nr. 194), a = 343,9 pm, c = 534,8 pm. α-Nickel(II)-sulfid ist ein röntgenamorphes schwarzes Pulver, das in Salzsäure löslich ist. Es geht an der Luft in Ni(OH)S über.

## Verwendung
Verwendet wird Nickel(II)-sulfid als Mineral zur Nickelherstellung und als Katalysator.

## Sicherheitshinweise
Wie viele Nickelverbindungen wird Nickelsulfid als krebserzeugend eingestuft.